# Ubisoft Reflections
Ubisoft Reflections (dawniej Reflections Interactive) – brytyjski producent gier komputerowych. Firma powstała w 1984 roku. Jest częścią firmy Ubisoft.

## Stworzone gry
Źródło: Gry-Online
| Nazwa                                          | Rok  | Platformy                                                 |
| ---------------------------------------------- | ---- | --------------------------------------------------------- |
| Ravenskull                                     | 1987 | BBC Micro                                                 |
| Codename Droid                                 | 1985 | BBC Micro                                                 |
| Stryker's Run                                  | 1985 | BBC Micro                                                 |
| Shadow of the Beast                            | 1989 | Commodore Amiga                                           |
| Ballistix                                      | 1989 | Commodore Amiga, Atari ST                                 |
| Shadow of the Beast II                         | 1990 | Commodore Amiga, Atari ST                                 |
| Awesome                                        | 1990 | Commodore Amiga, Atari ST                                 |
| Shadow of the Beast III                        | 1992 | Commodore Amiga                                           |
| Brian the Lion                                 | 1994 | Commodore Amiga                                           |
| Destruction Derby                              | 1995 | PlayStation, MS-DOS, Sega Saturn                          |
| Destruction Derby 2                            | 1996 | PlayStation, Microsoft Windows                            |
| Thunder Truck Rally (Monster Trucks in Europe) | 1998 | PlayStation, Microsoft Windows                            |
| Driver                                         | 1999 | PlayStation, Microsoft Windows, Macintosh, Game Boy Color |
| Driver 2                                       | 2000 | PlayStation, Game Boy Advance                             |
| Stuntman                                       | 2002 | PlayStation 2                                             |
| Driv3r                                         | 2004 | PlayStation 2, Microsoft Windows, Xbox                    |
| Driver: Parallel Lines                         | 2006 | PlayStation 2, Microsoft Windows, Xbox, Wii               |
| Driver 76                                      | 2007 | PlayStation Portable                                      |
| Emergency Heroes                               | 2008 | Wii                                                       |
| Monster 4x4: Stunt Racer                       | 2009 | Wii                                                       |
| Driver: San Francisco                          | 2011 | Microsoft Windows, Xbox 360, PlayStation 3, Wii           |
| Driver: Renegade                               | 2011 | Nintendo 3DS                                              |
| Just Dance 3                                   | 2011 | PlayStation 3, Wii, Xbox 360                              |
| Far Cry 3                                      | 2012 | PlayStation 3, Xbox 360, Microsoft Windows                |
| Just Dance 4                                   | 2012 | PlayStation 3, Xbox 360, Wii, Wii U                       |
| Watch Dogs                                     | 2014 | PlayStation 3, Xbox 360, Wii, Wii U                       |